# Inowłódz (gromada)
Inowłódz – dawna gromada, czyli najmniejsza jednostka podziału terytorialnego Polskiej Rzeczypospolitej Ludowej w latach 1954–1972.
Gromady, z gromadzkimi radami narodowymi (GRN) jako organami władzy najniższego stopnia na wsi, funkcjonowały od reformy reorganizującej administrację wiejską przeprowadzonej jesienią 1954 do momentu ich zniesienia z dniem 1 stycznia 1973, tym samym wypierając organizację gminną w latach 1954–1972.
Gromadę Inowłódz siedzibą GRN w Inowłodzu utworzono – jako jedną z 8759 gromad na obszarze Polski – w powiecie rawskim w woj. łódzkim, na mocy uchwały nr 37/54 WRN w Łodzi z dnia 4 października 1954. W skład jednostki weszły obszary dotychczasowych gromad Inowłódz, Liciążna, Zakościele i Żądłowice (z wyłączeniem obszaru leśnictwa Żądłowice) oraz leśniczówka Liciążna z leśnictwa Małomierz z dotychczasowej gromady Królowa Wola – ze zniesionej gminy Inowłódz w tymże powiecie. Dla gromady ustalono 17 członków gromadzkiej rady narodowej.
1 stycznia 1958 do gromady Inowłódz przyłączono obszar zniesionej gromady Królowa Wola.
Gromada przetrwała do końca 1972 roku, czyli do kolejnej reformy gminnej. 1 stycznia 1973 w powiecie rawskim reaktywowano gminę Inowłódz (od 1999 gmina leży w powiecie tomaszowskim).